# Hanns Reiffenstuel

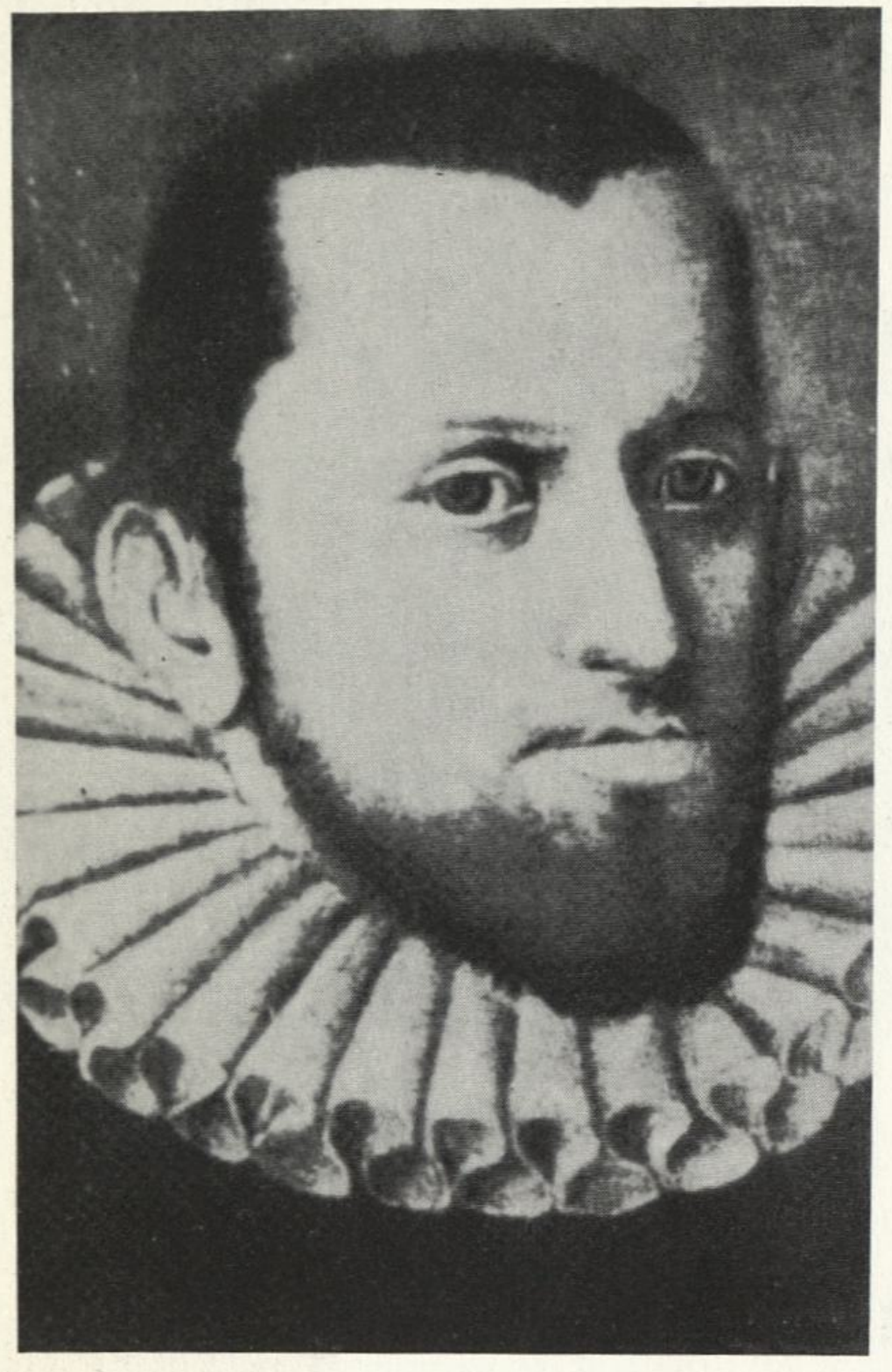
Porträt von Hanns Reiffenstuel

Hanns Reiffenstuel (* 1548 in Gmund am Tegernsee; † 29. Juni 1620 vermutlich ebenda) (ue wird als langes u ausgesprochen, siehe Dehnungszeichen) war ein deutscher Hofbaumeister (genauer Hofbrunnen- und Zimmermeister) aus Bayern.

## Leben
Der in Gmund am Tegernsee geborene Hanns Reiffenstuel war Gastwirt und Baumeister. Seit 1597 war er Hofbaumeister von Herzog Maximilian I. von Bayern, hatte sich aber bereits unter dessen Vater, Herzog Wilhelm IV., große Verdienste erworben. Zusammen mit seinem Sohn, dem Hofbrunn- und Zimmermeister Simon Reiffenstuel leitete er von 1617 bis 1619 den Bau der Soleleitung von Bad Reichenhall nach Traunstein. Die über 30 Kilometer lange Salzwasser-Pipeline überwand die circa 250 Höhenmeter durch sieben Pumpstationen („Brunnhäuser“), deren Kolbenpumpen durch sieben Meter hohe Wasserräder angetrieben wurden. Zwar gab es damals bereits Soleleitungen zur Saline Ebensee am Traunsee im Salzkammergut; diese nützten aber das natürliche Gefälle und benötigten deshalb keine Pumpen. 1619 trat Hanns Reiffenstuel in den Ruhestand, sein Sohn Simon Reiffenstuel starb noch wenige Monate vor ihm in Gmund.

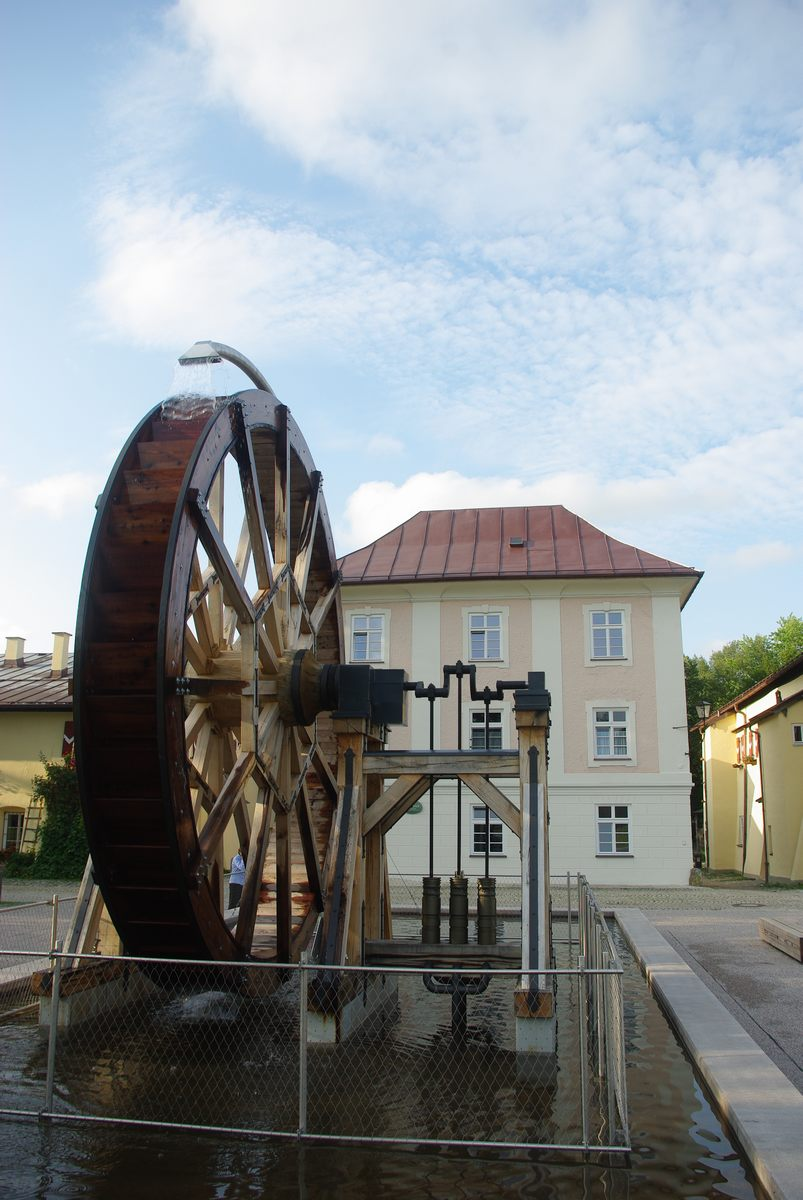
Nachbau einer Kolbenpumpe im Salinenpark Traunstein
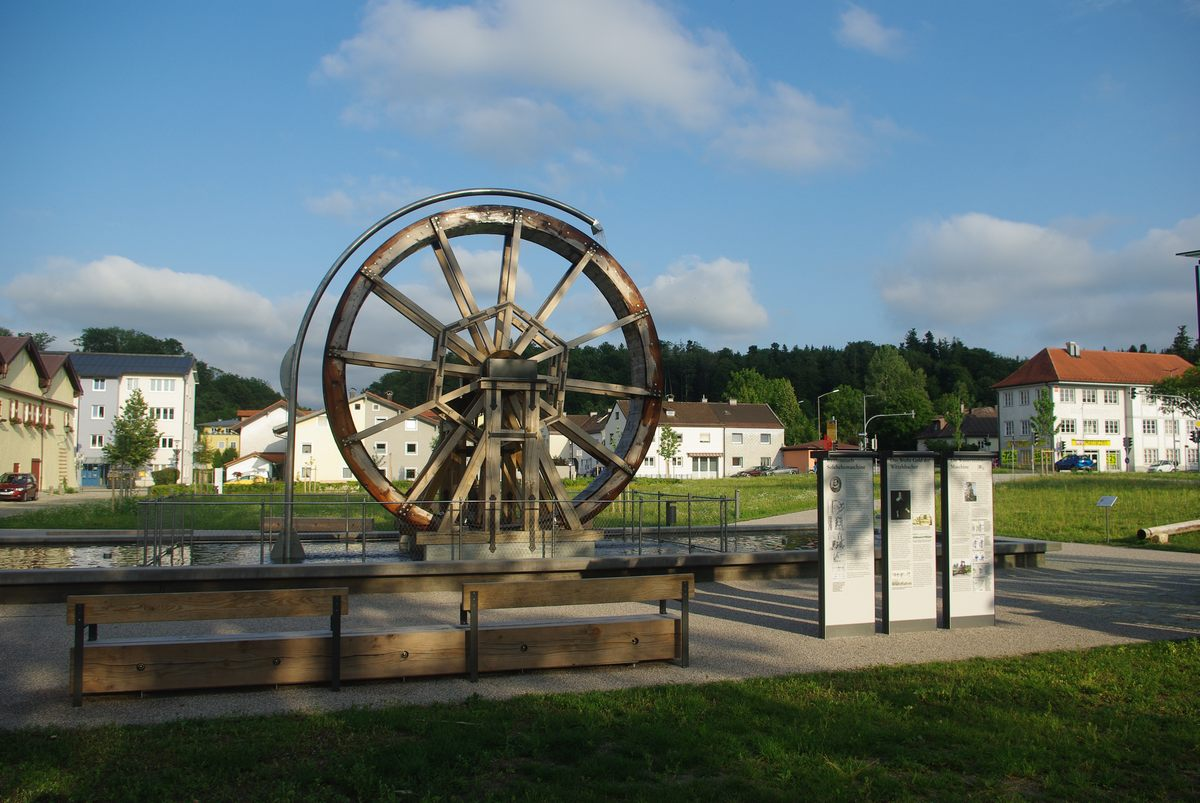
Reiffenstuelsche Kolbendruckpumpe
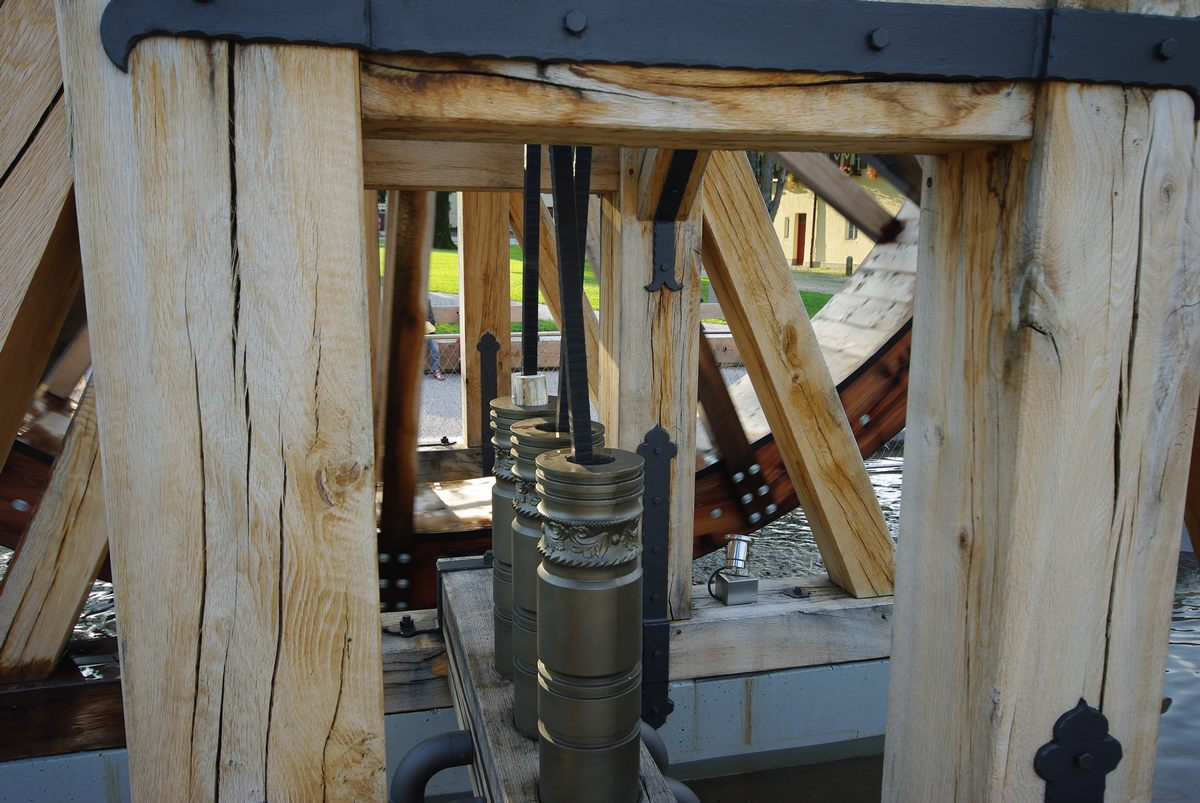
Reiffenstuelsche Kolbendruckpumpe

Die Soleleitung Reichenhall-Traunstein war bis 1912, ihre seit 1810 bestehende Verlängerung nach Rosenheim bis 1958 in Betrieb. In der Nähe des Thumsees bei Bad Reichenhall kann man heute auf einem Themenwanderweg an den Deicheln (hölzernen Rohren) entlang und an den „Brunnhäusern“ vorbei auf der Trasse der „ersten Pipeline der Welt“ und damit auf Reiffenstuels Spuren wandern. Auch an verschiedenen anderen Orten entlang der alten Trasse finden sich Hinweise, zu besichtigende Deicheln und andere Spuren der historischen Soleleitungen, z. B. bei Weißbach an der Alpenstraße, Siegsdorf, Traunstein und Rosenheim.

## Namensgeber für Straße
Nach Simon Reiffenstuel wurde 1890 in München im Stadtteil Dreimühlen (Stadtbezirk 2 – Ludwigsvorstadt-Isarvorstadt) die Reifenstuelstraße (Reifenstuelstraße) benannt.

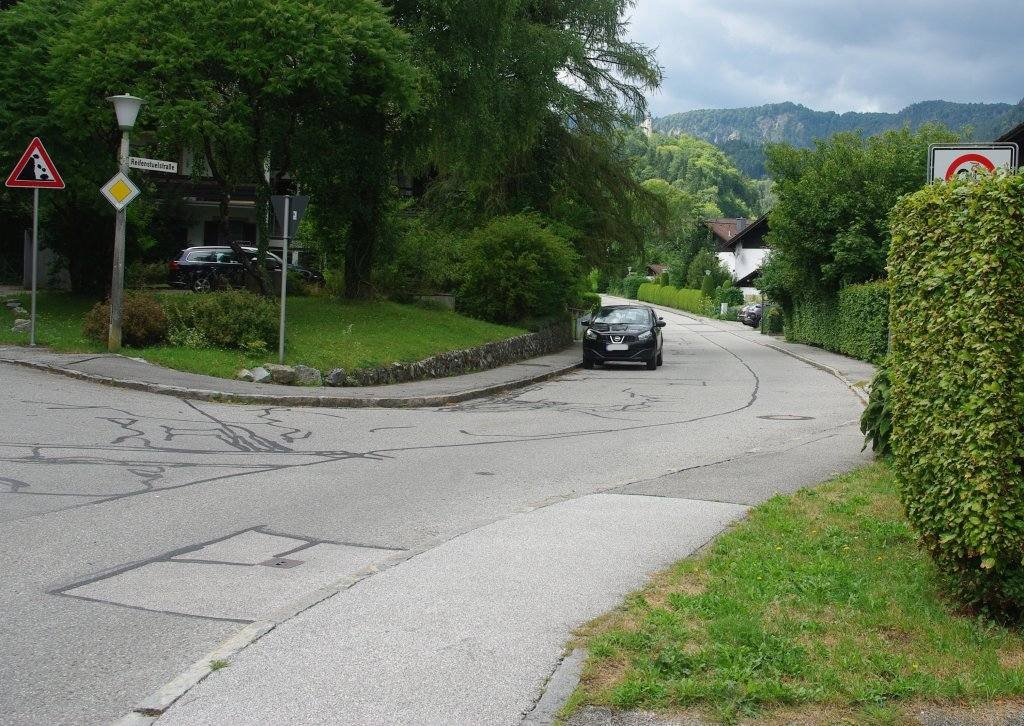
Reifenstuelstraße in Bad Reichenhall

Auch in Bad Reichenhall wurde die Reifenstuelstraße, die sich unweit der Soleleitung von Bad Reichenhall nach Traunstein und dem noch existierenden Brunnhaus Fager befindet, nach Hanns und Simon Reiffenstuel benannt. In Traunstein ist die Reiffenstuelstraße nach Hanns und Simon Reiffenstuel benannt, diese befindet sich in unmittelbarer Nähe der Traunsteiner Saline. Die „Reiffenstuel-Realschule“ in Traunstein ist ebenfalls nach Vater Hanns und Sohn Simon Reiffenstuel benannt.